# جون كونواي (لاعب كريكت)
جون كونواي (بالإنجليزية: John Conway)‏ (ولد في 3 فبراير 1842 في فيناسفورد، فيكتوريا - توفي 22 أغسطس 1909 في فرانكستون، فيكتوريا) هو لاعب كريكت أسترالي لعب الكريكت من عام 1861 إلى 1880. كان أيضا لاعب كرة قدم بارع، حيث كان قائداً لنادي كارلتون لكرة القدم بين عام 1866 وعام 1871.

## روابط خارجية
- جون كونواي على موقع إي آس بي آن كريك إنفو (الإنجليزية)
- جون كونواي على موقع AustralianFootball.com (الإنجليزية)